# Ourapteryx adonidaria
Ourapteryx adonidaria är en fjärilsart som beskrevs av Charles Oberthür 1911. Ourapteryx adonidaria ingår i släktet Ourapteryx och familjen mätare. Inga underarter finns listade i Catalogue of Life.